# Ardisia unguiensis
Ardisia unguiensis är en viveväxtart som beskrevs av C.L. Lundell. Ardisia unguiensis ingår i släktet Ardisia och familjen viveväxter. Inga underarter finns listade i Catalogue of Life.